# Lakšmí Mittal
Lakšmí Mittal (लक्ष्मी निवास मित्तल) (často se i v českém tisku používá anglický přepis jména Lakshmi Mittal; * 15. června 1950, Sadulpur, Rádžastán, Indie) je šéf a majoritní akcionář firmy ArcelorMittal, největší ocelářské skupiny na světě. Jeho jméno je odvozeno dle hinduistické bohyně Lakšmí.

## Život a kariéra
Otec byl nepříliš významným obchodníkem a v nevelkém domě žilo 20 příslušníků širší rodiny. Na lepší časy se začalo blýskat až v okamžiku, kdy vstoupil do obchodního partnerství v malé ocelárně v Kalkatě. Vydělával již dost peněz na to, aby mohl Lakšmímu zaplatit i studium ekonomie. Ten se po studiích vrátil do rodinného podniku a pomáhal při jeho expanzi do Indonésie, nicméně zakrátko se rozhodl jít svojí vlastní cestou.

### Podnikatelská činnost
Mittalovo heslo zní „časy se mění, ocel je věčná“[zdroj?]. Mittalova strategie byla založena především na restrukturalizaci a modernizaci upadajících oceláren. Levně koupil, zainvestoval a z prodělávajících továren se rázem staly továrny ziskové. Zároveň však myslel i na suroviny, a proto jeho snahou bylo zakoupit co nejvíce dolů na železnou rudu a uhlí. Díky tomu mohl dosáhnout podílu až 40% samozásobitelství, což je nejvíce v oboru.
K nejzajímavějším převzetím patří Mittalovy akvizice v Irsku, kde koupil ocelárnu za 1 libru (asi 40 korun) spolu s jejími dluhy a v Kazachstánu, kde dokázal z naprosto ztrátové ocelárny v Temirtau udělat ziskový podnik produkující téměř sedm milionů tun oceli ročně.
V roce 2003 koupil Mittal ostravskou Novou huť. Do množství zemí, kde podnikal, tak přibyla i Česká republika, kde zaměstnával zhruba devět tisíc lidí. O dva roky později se pak jeho společnost stala největším výrobcem oceli poté, co koupil americkou International Steel Group.
V roce 2006 se nejdiskutovanějším tématem ocelářského světa stala Mittalova snaha o „nepřátelské“ převzetí světové dvojky v oboru, Arceloru. Záležitost byla uzavřena 25. června 2006, kdy správní rada Arceloru schválila sloučení s holdingem Mittal. Skupina ArcelorMittal se stala největší ocelářskou skupinou na světě, která vyráběla asi 110 milionů tun oceli ročně.
Mittal je znám svým sklonem k utrácení, za rodinné sídlo ve viktoriánském stylu v Londýně utratil neuvěřitelných 128 milionů dolarů, což byla v té době největší částka za nákup nemovitosti k soukromému bydlení. Zároveň také finančně podporoval labouristickou stranu, v roce 2001 během volební kampaně Tonyho Blaira jí věnoval 125 000 liber. A šestidenní pompézní svatba jeho dcery Vanishi ve Versailles se s cenou 55 milionů dolarů stala nejdražší svatbou všech dob. Jeho jmění bylo v roce 2006 odhadováno na cca 25 miliard dolarů (Mittalova rodina vlastní 88 % akcií Mittal Steel).
V roce 2007 vydělal několik miliard a jeho majetek byl odhadován na 32 miliard dolarů.